# 陳典
陳典（1521年—？），字子厚，號炬軒，大寧都司保定中衛人，官籍，明朝政治人物。

## 生平
嘉靖二十八年（1549年）己酉科順天鄉試第十一名舉人，二十九年（1550年）中式庚戌科會試第一百四十三名，三甲第五十一名進士。授東昌府推官，三十三年（1554年）正月選授戶科給事中，三十四年（1555年）十月升吏科右給事中，三十五年（1556年）五月升兵科左給事中，三十六年（1557年）三月升工科都給事中，三十九年（1560年）復除兵科都給事中，十一月升河南布政使司左參政，隆庆元年（1567年）官河南右布政使，升福建左布政使。

## 家族
曾祖陳寧；祖父陳大綱；父陳世昌。母李氏；繼母劉氏。嚴侍下。弟陳奧。